# Eurema herla
Eurema herla is een vlindersoort uit de familie van de Pieridae (witjes), onderfamilie Coliadinae.
Eurema herla werd in 1826 beschreven door MacLeay.